# Municipal Stadium (Sherbrooke)
Municipal Stadium – stadion sportowy w Sherbrooke, w Kanadzie. Może pomieścić 4000 widzów. Obiekt został otwarty w 1976 roku, tuż przed Igrzyskami Olimpijskimi w Montrealu, podczas których stadion był jedną z czterech aren turnieju piłkarskiego.
Stadion powstał wewnątrz nieistniejącego już toru wyścigowego. Pierwotnie został wyposażony w 400-metrową bieżnię lekkoatletyczną i został oddany do użytku w 1976 roku, tuż przed igrzyskami. Murawa obiektu została wyposażona w system drenażu, a sam stadion na czas igrzysk otrzymał tymczasowe trybuny, które dały mu pojemność 10 000 widzów. Obok głównego stadionu, również wewnątrz toru wyścigowego powstało także boisko treningowe. Podczas igrzysk na stadionie odbyły się dwa spotkania fazy grupowej (21 lipca: Francja – Gwatemala 4:1 oraz 23 lipca: Meksyk – Gwatemala 1:1) i jeden ćwierćfinał turnieju olimpijskiego (25 lipca: Związek Radziecki – Iran 2:1). Po igrzyskach na dłużej pozostawiono jedynie trybuny od północno-wschodniej strony boiska, pozostałe zostały przeniesione na różne inne obiekty w mieście. Około 2010 roku na stadionie zlikwidowano bieżnię lekkoatletyczną, a boisko wyposażono w syntetyczną nawierzchnię.